# Sébastien Benoît
 (mai 2018).
Si vous disposez d'ouvrages ou d'articles de référence ou si vous connaissez des sites web de qualité traitant du thème abordé ici, merci de compléter l'article en donnant les références utiles à sa vérifiabilité et en les liant à la section « Notes et références ».
Sébastien Benoît (né le 25 novembre 1972 à Montréal) est un animateur  de télévision, acteur et de radio québécois.

## Biographie
Ayant grandi dans le quartier de Notre-Dame-de-Grâce, il fait ses études collégiales à Jean de Brébeuf avant de compléter ses études de droit à l'Université de Montréal.
Au début des années 1990, il anime La Grande Traversée, sur les ondes de CISM, radio étudiante de l'Université. Après l'examen du Barreau du Québec, il décide de ne pas pratiquer le droit et de poursuivre sa lancée dans les communications.
Au milieu des années 1990 il devient reporter vedette à l’émission Flash, sur les ondes de TQS. À Montréal, il fait de la radio sur les ondes de CKOI-FM d'abord, puis sur les ondes de Rythme FM depuis 2004.
Au début des années 2000, pendant la saison estivale, il fut animateur des émissions quotidiennes Tam-Tam et Des vertes et des pas mûres, sur les ondes de la Société Radio-Canada.
Il anima la version québécoise de l'émission La Fureur sur les ondes de la SRC de 2003 jusqu'à la dernière de l'émission, en décembre 2007. 
De 2007 à 2011, Sébastien Benoît anime, à la SRC, la version québécoise du célèbre jeux télévisé américain, Pyramide. Par la suite en 2011-2012, il anime le jeu questionnaire Connivence sur les ondes de la SRC. Il anima pendant deux ans la télé-réalité Occupation Double en 2012-2013. Il anima, de 2012 à 2016, l’émission Génération sur les ondes de Musimax. Depuis 2015, il est à la barre de la populaire émission Coups de food sur les ondes de Zeste.
En 2018 TVA annonce que Sébastien Benoît est le nouvel animateur de l'émission culte La Poule aux œufs d'or et prend la place de Guy Mongrain qui prend sa retraite.

## Animateur

### Télévision
- 1994-2000 Flash
- 2000 - 2001 : Tam-Tam
- 2001 : Le Tricolore sur la route
- 2001 : Des étoiles dans les yeux
- 2002 - 2003 : Wizz
- 2002 : Allo Salt Lake
- 2003 - 2007 : La Fureur
- 2005 - 2006 : Des vertes et des pas mûres
- 2007 - 2011 : Pyramide
- 2011 - 2012 : Connivence
- 2011-2012 : Droit au but
- 2012-2013 : Occupation Double
- 2012-2016 : Génération
- Depuis 2015 : Coups de food
- Depuis 2018 : La poule aux œufs d'or
- Depuis 2024: Chanteurs masqué

### Radio
- 2000 - 2002 : Le party (CKOI)
- 2002-2004 : La gang de malades (CKOI)
- 2004 - 2013 : Le bonheur est à 4 heures (Rythme FM)
- 2013 - 2017 : Mitsou & Sébastien (Rythme FM)
- 2017 - 2019 : Des Hits dans l’traffic (Rythme FM)
- 2019-2021 : L’incroyable retour (Rythme FM)
- Depuis 2021 : Y’est 4h quelque part (Rythme FM)